# Estadi Olímpic de Qinhuangdao
L'Estadi Olímpic de Qinhuangdao és un estadi de futbol de Qinhuangdao (Xina). Va ser una de les seus del torneig de futbol dels Jocs Olímpics de 2008. Té una capacitat de 33.500 espectadors.